# Кормовой флаг

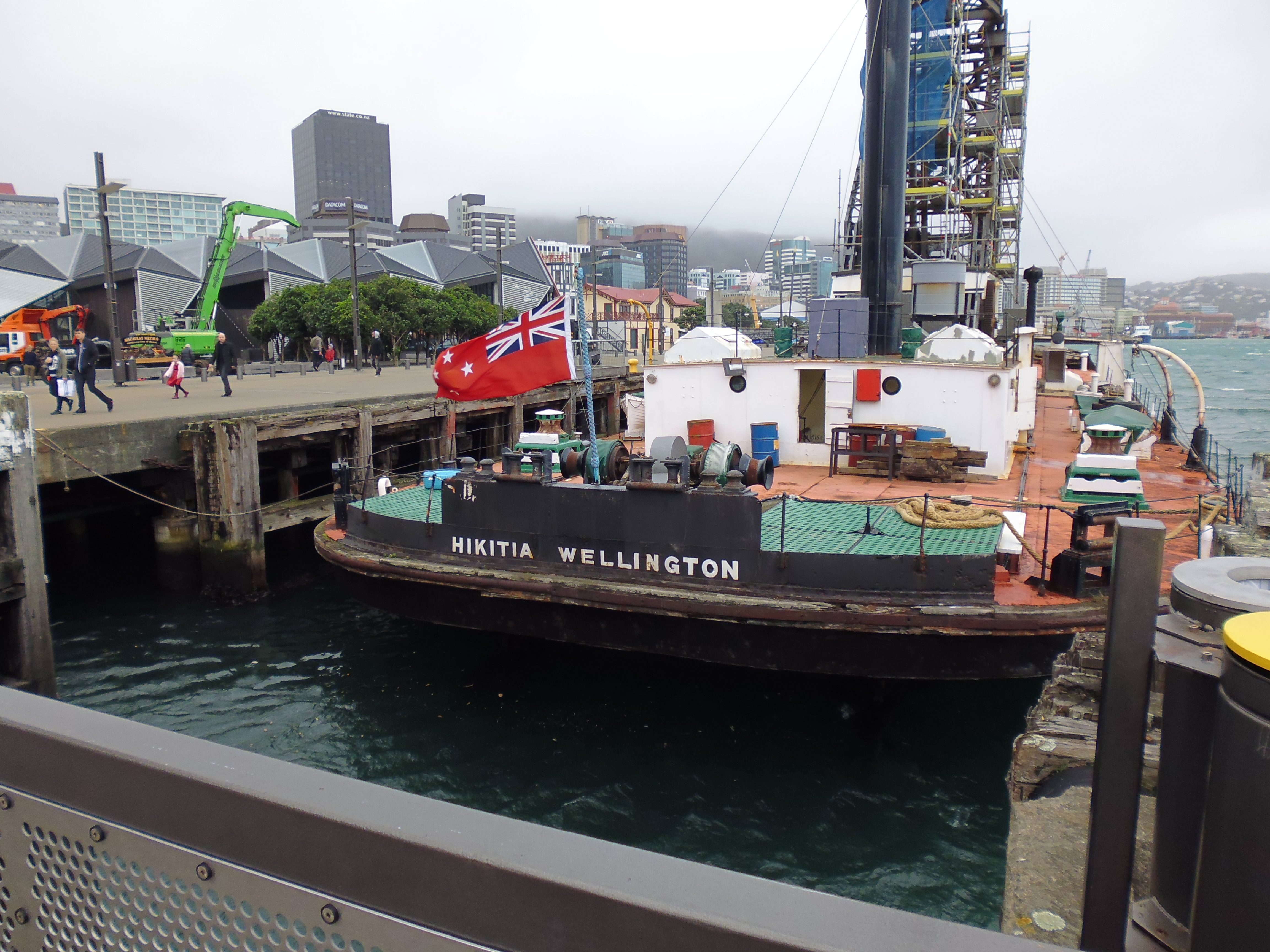
Торговый флаг Новой Зеландии на корме судна Гикития.

Кормовой флаг (англ. ensign) — военный, военно-морской, государственный или особо установленный флаг, поднятый на кормовом флагштоке или гафеле кормовой мачты судна (корабля). 
Основной символ корабля и один из главных символов государства на море, равный по значению национальному флагу. Кормовой флаг обозначает государственную принадлежность судна. Это самый большой флаг, который обычно развевается на корме корабля в порту.
Военно-морской флаг обычно используют на боевых кораблях, он может отличаться от торгового морского флага или морского флага для яхт. Большие версии военно-морских флагов некоторые называют боевыми флагами, их поднимают перед началом боя. Флаг отличается от гюйса, который поднимают на гюйсштоке на носу судна или на баке корабля.

## Кормовой флаг в России
В 1692 году Пётр I утвердил личный флаг, известный как «флаг царя Московского». Это было прямоугольное полотнище с тремя горизонтальными полосами: белой, синей и красной — прообраз современного флага России. В центре флага был вышит герб России — золотой двуглавый орёл. В 1697 году для военных кораблей учреждается специальный кормовой флаг, который отличался от «флага царя Московского» тем, что на нём не было герба и соотношением сторон — 1:1,8. До 1720 года в России уменьшенная копия кормового флага выполняла роль гюйса. В конце XVIII века при Павле I некоторые русские корабли в качестве кормового поднимали красный флаг с белым крестом иоаннитов. Этот флаг был создан как кормовой знак мальтийских эскадр. 16 декабря 1798 года Павел I был избран великим магистром мальтийского Ордена Святого Иоанна Иерусалимского. В связи с этим он планировал создать мальтийский флот базирующийся для обеспечения интересов Российской империи в Средиземном море. Флаг был упразднен после смерти императора. В 1797 году корабли Морского Кадетского корпуса получили свой кормовой флаг, где в центре Андреевского флага в красном овале размещался герб учебного заведения. С 1827 года корабли учебных морских экипажей получили право поднимать особенный флаг, где также в красном овале было изображение пушки и якоря. В 1828 году был учреждён флаг «для лоции»: на Андреевском флаге в центре располагался рисунок чёрной картушки компаса с золотым якорем, указывающим на север. Однако в 1837 году этот флаг был заменён учреждённым в 1829 году флагом генерал-гидрографа, который имел так же чёрную картушку компаса, но в синем крыже. В 1815 — 1833 годах существовал кормовой флаг для военных судов Царства Польского: Андреевский флаг с небольшим красным крыжем, с белым польским орлом. Данный флаг был отменён после поражения Польского восстания 1830-1831 годов (бунта). В 1865 году были отменены все, кроме Андреевского, кормовые флаги.
В настоящее время в качестве кормовых флагов могут использоваться: государственный флаг; гражданский; торговый — для гражданских судов или военно-морской флаг — для военных кораблей.
Подъём кормового флага на кораблях ВМФ ВС России обычно производится в 8 часов утра. При стоянке корабля на якоре одновременно с подъёмом флага поднимается гюйс. Спуск флага производится с заходом солнца. Кормовой флаг, поднятый до половины, означает, что человек за бортом, или на судне покойник. В другом источнике указано что при похоронах и при нахождении на судне покойника приспускается кормовой флаг и скрещиваются реи.